# Haut les mains !
Pour les articles homonymes, voir Haut les mains (homonymie).
Pour plus de détails, voir Fiche technique et Distribution.
Haut les mains! est un film muet français réalisé par Louis Feuillade, sorti en 1912.

## Fiche technique
- Titre : Haut les mains!
- Réalisation : Louis Feuillade
- Scénario : Louis Feuillade
- Société de production : Société des Établissements L. Gaumont
- Pays de production :  France
- Langue : film muet avec les intertitres  en français
- Format : Noir et blanc — 35 mm — 1,33:1 — Muet
- Genre : Comédie
- Durée :
- Dates de sortie :
  - France : novembre

## Distribution
- René Dary